# Encyklopédia Slovenska
Encyklopédia Slovenska (Словацкая Энциклопедия) — шеститомная энциклопедия о Словакии. Выходила с 1977—1982 гг. в издательстве Veda Словацкой Академии наук. На сегодня это наиболее всеобъемлющий коллективный труд словацкой науки и культуры, она охватывает темы природы, экономики, культуры, истории, географии Словакии. В изложении заметно влияние коммунистической идеологии. Содержит свыше 20 000 статей и свыше 7 000 иллюстраций.
Ответственным редактором энциклопедии был Йозеф Велький (словац. Jozef Veľký), с 1979 года — Йозеф Владар (словац. Jozef Vladár).
Тираж каждого тома составлял 60 000 экземпляров, 2-е издание I тома было издано тиражом 12 000 экземпляров.

## Изданные тома
- Encyklopédia Slovenska I A-D. 1. vyd. Bratislava : Veda, 1977. 719 s.
- Encyklopédia Slovenska II E-J. 1. vyd. Bratislava : Veda, 1978. 531 s.
- Encyklopédia Slovenska III K-M. 1. vyd. Bratislava : Veda, 1979. 704 s.
- Encyklopédia Slovenska IV N-Q. 1. vyd. Bratislava : Veda, 1980. 671 s.
- Encyklopédia Slovenska V R-Š. 1. vyd. Bratislava : Veda, 1981. 791 s.
- Encyklopédia Slovenska VI T-Ž a dodatky. 1. vyd. Bratislava : Veda, 1982. 853 s.